# Аріане Негрі Перейра
Аріане Негрі Перейра (порт. Ariane Negre Pereira; нар. 9 лютого 1993, Сан-Паулу, Бразилія) — бразильська футболістка, захисниця.

## Життєпис
Народилася в Сан-Паулу. Футбольну кар'єру розпочала 2010 року в складі «Палмейраса», кольори якого захищала до 2012 року. Протягом цього періоду двічі відправлялася в оренду, до «Жувентуса» (2011) та «XV Пірасікаба» (2012). У 2012 році перебралася до «Сан-Бернарду». У 2016 році повернулася до «Жувентуса», підписавши повноцінний договір з клубом. Протягом 2018 року захищала кольори «Португези Деспортос».
На початку серпня 2018 року підписала 1-річний контракт зі «Львів-Янтарочкою». У новій команді отримала футболку з 3-м ігровим номером. У Вищій лізі України у складі львівского клубу дебютувала 5 серпня 2018 року в програному (1:2) поєдинку 1-о туру проти «Злагоди-Дніпра-1». Аріане вийшла на поле в стартовому складі та відіграла увесь матч, а на 36-й хвилині відзначилася дебютним голом. У складі львів'янок зіграла 16 матчів (3 голи) у чемпіонаті, 3 матчі у кубку та 4 поєдинки (1 гол) у зимовій першості. За підсумками сезону 2018/19 років «Львів-Янтарочка» фінішувала на 4-у місці, окрім цього команда дійшла до 1/2 фіналу кубку України. 20 червня 2019 року ФК «Львів» оголосив про розформування жіночої команди, а всі гравчині команди отримали статус вільних агентів.